# Barilius
Cá xảm (Danh pháp khoa học: Barilius) là một chi cá trong họ Cá chép bản địa ở châu Á.

## Các loài
Có 23 loài đã được ghi nhận trong chi này:
- Barilius bakeri F. Day, 1865
- Barilius barila (F. Hamilton, 1822)
- Barilius barna (F. Hamilton, 1822)
- Barilius bendelisis (F. Hamilton, 1807)
- Barilius bernatziki Koumans, 1937
- Barilius bonarensis B. L. Chaudhuri, 1912
- Barilius borneensis T. R. Roberts, 1989
- Barilius canarensis (Jerdon, 1849)
- Barilius caudiocellatus X. L. Chu, 1984
- Barilius chatricensis Selim & Vishwanath, 2002
- Barilius dimorphicus Tilak & Husain, 1990
- Barilius dogarsinghi Hora, 1921
- Barilius evezardi F. Day, 1872
- Barilius gatensis (Valenciennes, 1844)
- Barilius huahinensis Fowler, 1934 (possibly jr. synonym of Opsarius koratensis)
- Barilius infrafasciatus Fowler, 1934
- Barilius lairokensis Arunkumar & Tombi Singh, 2000
- Barilius mesopotamicus L. S. Berg, 1932
- Barilius modestus F. Day, 1872
- Barilius naseeri Mirza, Rafiq & F. A. Awan, 1986
- Barilius nelsoni Barman, 1988
- Barilius ngawa Vishwanath & Manojkumar, 2002
- Barilius ornatus Sauvage, 1883
- Barilius pakistanicus Mirza & Sadiq, 1978
- Barilius pectoralis Husain, 2012[2]
- Barilius ponticulus (H. M. Smith, 1945)
- Barilius profundus Dishima & Vishwanath, 2012[3]
- Barilius radiolatus Günther, 1868
- Barilius shacra (F. Hamilton, 1822)
- Barilius signicaudus Tejavej, 2012[4]
- Barilius tileo (F. Hamilton, 1822)
- Barilius vagra (F. Hamilton, 1822)